# Jean-Philippe Brulé
Jean-Philippe Brulé (13 mei 1981) is een Belgisch voormalig hockeyer.

## Levensloop
Brulé was actief bij Royal Pingouin HC en KHC Dragons. In 2005 ontving hij de Gouden Stick.
Daarnaast maakte hij deel uit van het Belgisch hockeyteam. Met de nationale ploeg nam hij onder meer deel aan het Olympisch kwalificatietoernooi van 2004 te Madrid.